# Emilia Fox
Emilia Rose Elizabeth Fox (Hammersmith, 1974. július 31. –) angol színésznő. 
Elsősorban a BBC Néma szemtanú című bűnügyi sorozatában betöltött szerepéről ismert.

## Élete és pályafutása
Edward Fox és Joanna David színészházaspár leánya, James Fox unokahúga. 

## Filmográfia

### Film
| Év   | Magyar cím                    | Eredeti cím                         | Szerep                                    | Magyar hang         |
| ---- | ----------------------------- | ----------------------------------- | ----------------------------------------- | ------------------- |
| 2002 | A zongorista                  | The Pianist                         | Dorota                                    | Ullmann Mónika      |
| 2002 | Lélekszakadva                 | Prendimi l'anima                    | Sabina Spielrein                          | Szinetár Dóra       |
| 2003 | Három vak egér                | Three Blind Mice                    | Claire Bligh                              | Kisfalvi Krisztina  |
| 2003 |                               | The Republic of Love                | Fay                                       |                     |
| 2004 | Peter Sellers élete és halála | The Life and Death of Peter Sellers | Lynne Frederick (stáblistán nem szerepel) |                     |
| 2005 |                               | Things to Do Before You're 30       | Kate                                      |                     |
| 2005 | Tigris a hóban                | La tigre e la neve                  | Nancy Browning                            |                     |
| 2005 | Az eltakarítónő               | Keeping Mum                         | Rosie Jones                               | Incze Ildikó        |
| 2006 | Szabadítsátok ki Jimmyt!      | Slipp Jimmy fri                     | Bettina (angol hangja)                    | Németh Kriszta      |
| 2006 | Visszajáró pénz               | Cashback                            | Sharon Pintey                             | Sánta Annamária     |
| 2008 | Emlékek hálójában             | Flashbacks of a Fool                | Jean nővér                                |                     |
| 2009 | Dorian Gray                   | Dorian Gray                         | Lady Victoria Wotton                      | Tóth Szilvia Andrea |
| 2010 |                               | Ways to Live Forever                | Amanda McQueen                            |                     |
| 2011 |                               | A Thousand Kisses Deep              | Doris                                     |                     |
| 2012 |                               | Suspension of Disbelief             | Claire Jones                              |                     |
| 2013 | Emésztő megszállottság        | Trap for Cinderella'                | Dr. Sylvie Wells                          |                     |
| 2016 | Jutalomjáték                  | The Carer                           | Sophia                                    | Létay Dóra          |
| 2016 | Anyu listája                  | Mum's List                          | Kate Greene                               | Zsigmond Tamara     |
| 2020 | Vidám kísértet                | Blithe Spirit                       | Violet Bradman                            |                     |

### Televízió
- 1995: Büszkeség és balítélet (Pride and prejudice) - Georgiana Darcy
- 1997: Rebecca (Rebecca) – Mrs. de Winter
- 1998: A kerek torony (The round tower) – Vanessa Ratcliffe
- 1998: Blink (Blink) – Nicki
- 1999: Rossz vér (Bad Blood) – Jackie Shipton
- 1999: A Vörös Pimpernel (The Scarlet Pimpernel) – Minette
- 1999: Copperfield Dávid (David Copperfield) – Clara Copperfield
- 2000: Más ember gyermekei (Other people’s children) – Dale Carver
- 2000: Randall és Hopkirk (Randall and Hopkirk) – Jeannie Hurst
- 2003: Trója - Háború egy asszony szerelméért (Helen of Troy) tévé-minisorozat – Kasszandra
- 2003: VIII. Henrik (Henry VIII) tévésorozat – Jane Seymour
- 2003: The Republic of Love – Fay
- 2004: Puskapor, árulás és összeesküvés (Gunpowder, Treason & Plot) – Lady Margaret
- 2005: A szűz királynő (The Virgin Queen) – Amy Dudley
- 2006: A néma szemtanú (Silent Witness) – Nikki Alexander
- 2006: Egyenlőnek született (Born equal) – Laura
- 2006: Marple: A láthatatlan kéz (Marple: The moving finger) – Joanna Burton
- 2007: Bukott angyal (Fallen angel) – Rosemary
- 2006: Balettcipők (Ballet shoes) – Sylvia
- 2006: Honeymoon – Dawn
- 2008: Consuming Passion – Kirstie
- 2008: The Game’s Up
- 2009: Merlin kalandjai (Merlin) tévésorozat – Morgause